# 方少逸
方少逸（1911年—2006年），曾用名方秉维，男，广东中山人，中华人民共和国政治人物，广东省人大常委会原副主任，中国国民党革命委员会中央委员会原常务委员，第三、四、五、六届全国政协委员，第七、八届全国人大代表。